# 코센차도
코센차도(이탈리아어: Provincia di Cosenza)은 이탈리아 남부 칼라브리아주의 도이다. 도청 소재지는 코센차이다. 면적은 6,650 km2, 인구는 733,000(2011)이다.